# هیونمو
لاک‌پشت سیاه یکی از چهار نماد صورت‌های فلکی چینی است. معمولاً به صورت لاک‌پشتی در هم تنیده با مار به تصویر کشیده می‌شود.
به گفته شو شن، زبان‌شناس هان شرقی، شخصیت 武 (wǔ) به معنای士بود (shì " شوالیه ") در گویش جیانگ‌هوای؛ بنابراین ترجمه انگلیسی Black ~ Dark ~ Mysterious Warrior ترجمه وفادارتری است.
این نماد شمال است، بنابراین گاهی اوقات (جنگجوی سیاه شمال) نامیده می‌شود.
در حالی که هیچ‌کدام از 玄 武 به معنای واقعی کلمه به معنای لاک‌پشت یا مار است؛ اما لاک‌پشت‌ها و مارها در زمستان به خواب زمستانی می‌روند، بنابراین玄武در مجموع نمایانگر فصل زمستان است.
تصویر لاک‌پشت و مار در هم تنیده احتمالاً نمادی از یک کشمکش درونی است.
در ژاپن، شخصیت‌های玄武به صورت گِنبو تلفظ می‌شوند. گفته می‌شود که این مجسمه از کیوتو در ضلع شمالی محافظت می‌کند و یکی از چهار روح نگهبانی است که از شهر محافظت می‌کنند. این معبد توسط معبد کنکون، که در بالای کوه فونائوکا در کیوتو واقع شده است، نشان داده می‌شود.
یک کاهن مهم تائوئیست نیز玄武دارد شوان‌وو به عنوان نام روحانی او. او گاهی (مانند سفر به غرب) در کنار یک لاک‌پشت و یک مار به تصویر کشیده می‌شود.

## هیونمو در کره
در کره، این موجود به همراه خدایان دیگر در نقاشی‌های دیواری مقبره‌های گوگوریو و گوریو به تصویر کشیده شده است. همچنین تصویری از لاک‌پشت سیاه بر روی سقف دروازه سینمومون، دروازه شمالی کاخ گیونگ‌بوک‌گونگ، وجود دارد.

## نقاشی دیواری

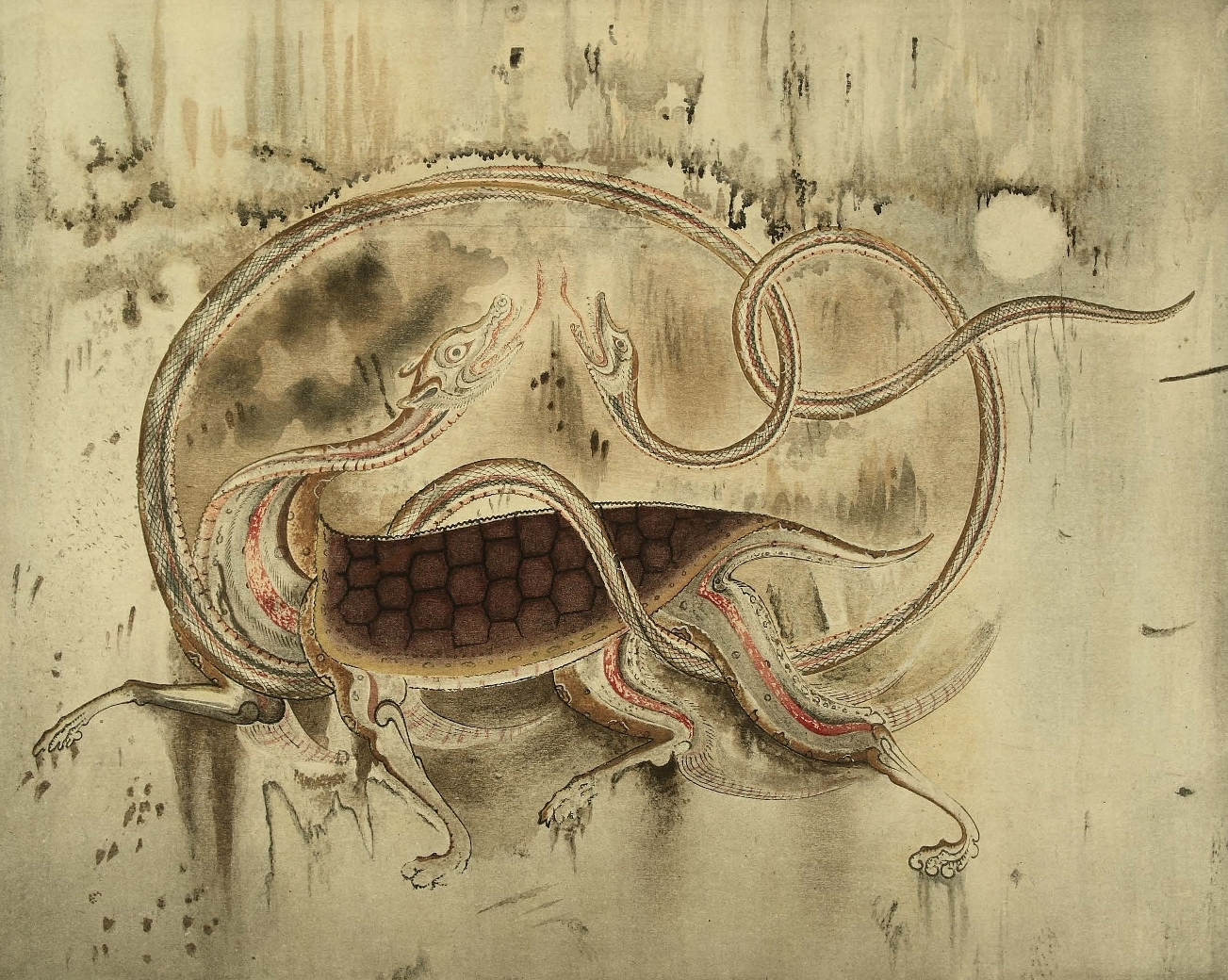
لاکپشت سیاه، نقاشی دیواری گوگوریویی

شما می‌توانید تصویر لاک‌پشت سیاه را در مقبره‌های باستانی آن و پیونگ‌یانگ پیدا کنید. لاک‌پشت سیاه همچنین به عنوان تزیین لاک‌پشت‌ها استفاده می‌شود و به عنوان طرحی روی لوازم جانبی مانند مبلمان و نوریگا استفاده می‌شود. جهت و شکل لاک‌پشت در هر تصویر کمی متفاوت است و گاهی اوقات آنها به صورت یک جفت نیم‌تنه سیاه روبروی هم کشیده می‌شوند.